# Нови хитови
Нови хитови је студијски албум српског фолк певача Мирослава Илића. Албум је објављен 1986. године за издавачку кућу ПГП РТБ, а доступан је био на касети и грамофонској плочи.

## Списак песама
| №               | Назив                       | Аутор(и)                               | Трајање |  |
| 1.              | Хоћу са њом све до стоте    | С. Вуковић (т), П. Вуковић (м, а)      | 3:22    |  |
| 2.              | О гитаро, о гитаро          | С. Вуковић (т), П. Вуковић (м, а)      | 3:50    |  |
| 3.              | Да је било то што није      | М. Поледица (т), П. Вуковић (м, а)     | 3:40    |  |
| 4.              | Када би се зближили         | М. Туцаковић (т), П. Вуковић (м, а)    | 3:06    |  |
| 5.              | Ја имам своје сузе          | М. Туцаковић (т), П. Вуковић (м, а)    | 3:10    |  |
| 6.              | Дајте ми музику             | М. Чукић (т), Д. Александрић (м, а)    | 4:30    |  |
| 7.              | Плакале су плаве очи        | Ђ. Јевђовић (т), Д. Александрић (м, а) | 3:29    |  |
| 8.              | Срце моје, добро ниси стало | С. Папков (т), Д. Александрић (м, а)   | 3:22    |  |
| 9.              | Теби                        | Р. Мудринић (т), Д. Александрић (м, а) | 3:58    |  |
| 10.             | Ти знаш шта ми треба        | М. Чукић (т), Д. Александрић (м, а)    | 4:10    |  |
| Укупно трајање: | Укупно трајање:             | Укупно трајање:                        | 36:37   |  |

## Пратећи музичари
- Оркестар Драгана Александрића — оркестар

## Остале заслуге
- Предраг Вуковић — продуцент
- Драган Вукићевић, Зоран Вукчевић — тонски сниматељи
- Иван Ћулум — дизајн омота
- Зоран Кузмановић — фотографије